# 가지 캐비아
가지 캐비아(--caviar)는 가지를 으깨 만든 샐러드 또는 스프레드이다. 캐비아와 질감이 비슷해 이런 이름이 붙었다. 서아시아에서 남유럽과 북아프리카까지 지중해 근처 지역에서 즐겨 먹는다.

## 사진

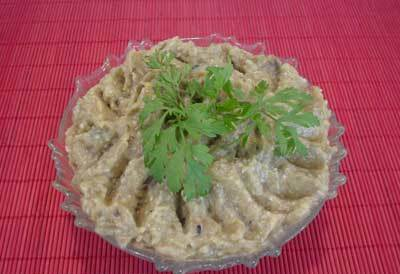
말리자노 (북마케도니아)
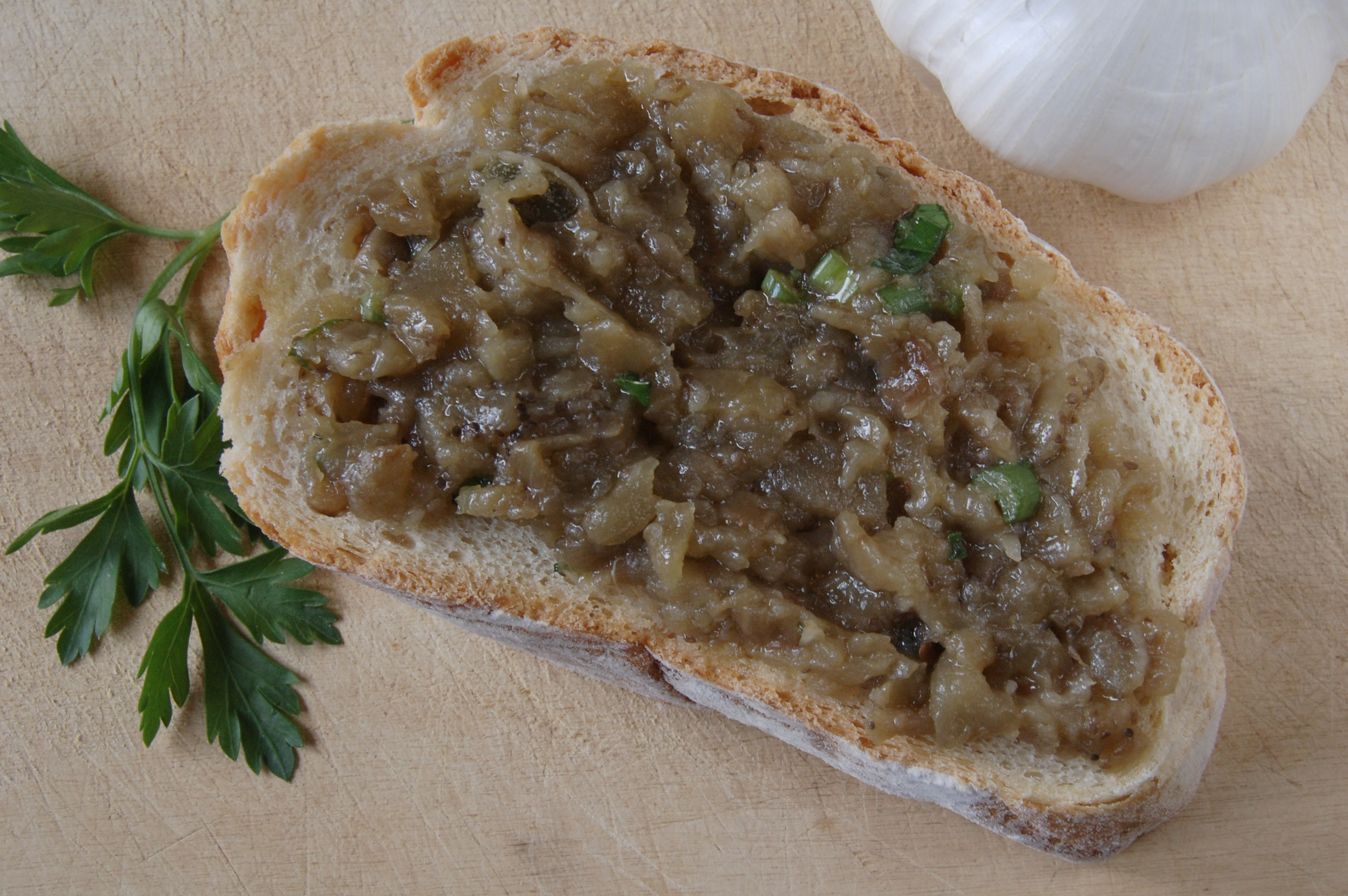
멜리자노살라타 (그리스)
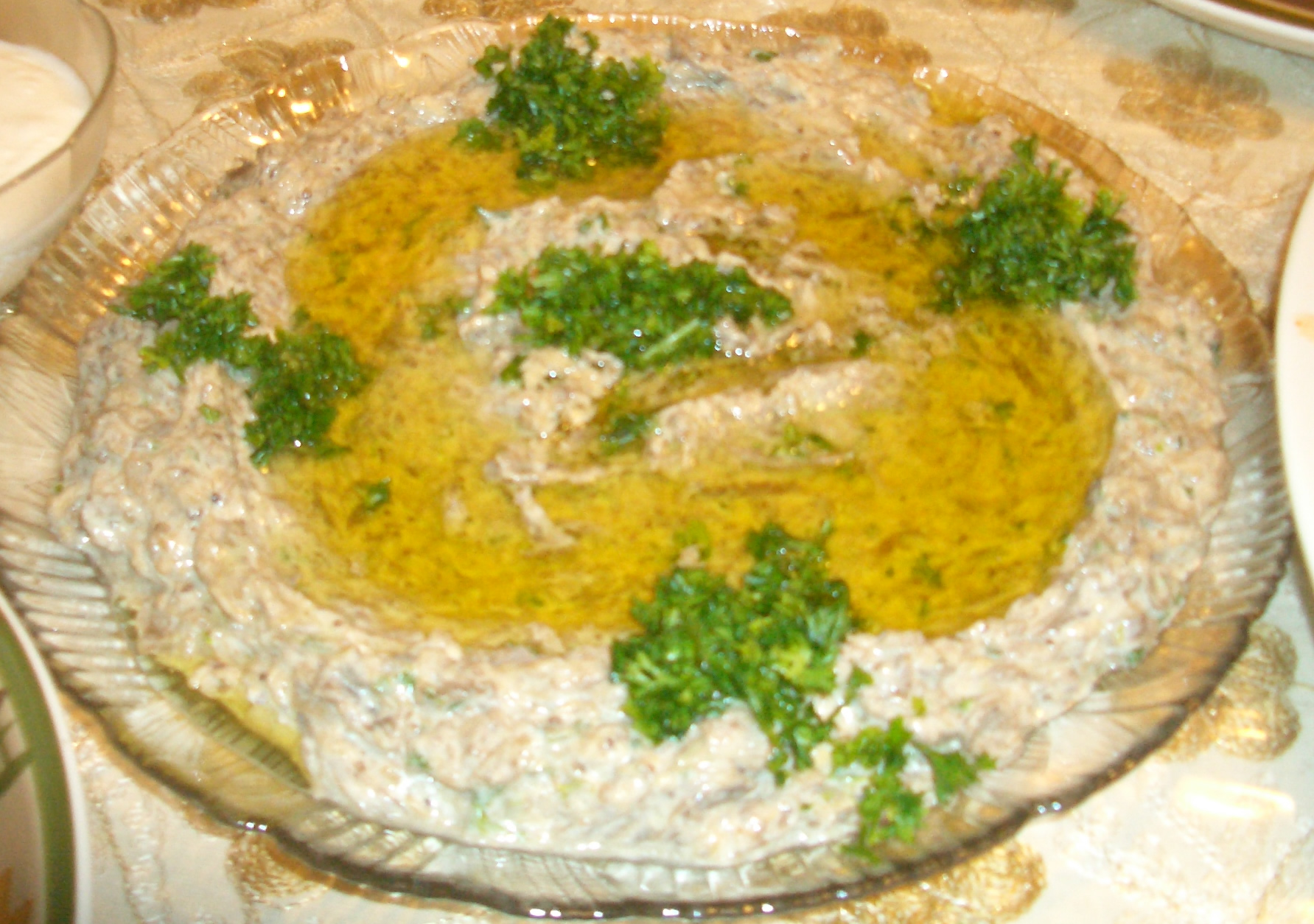
무탑발 (레반트)
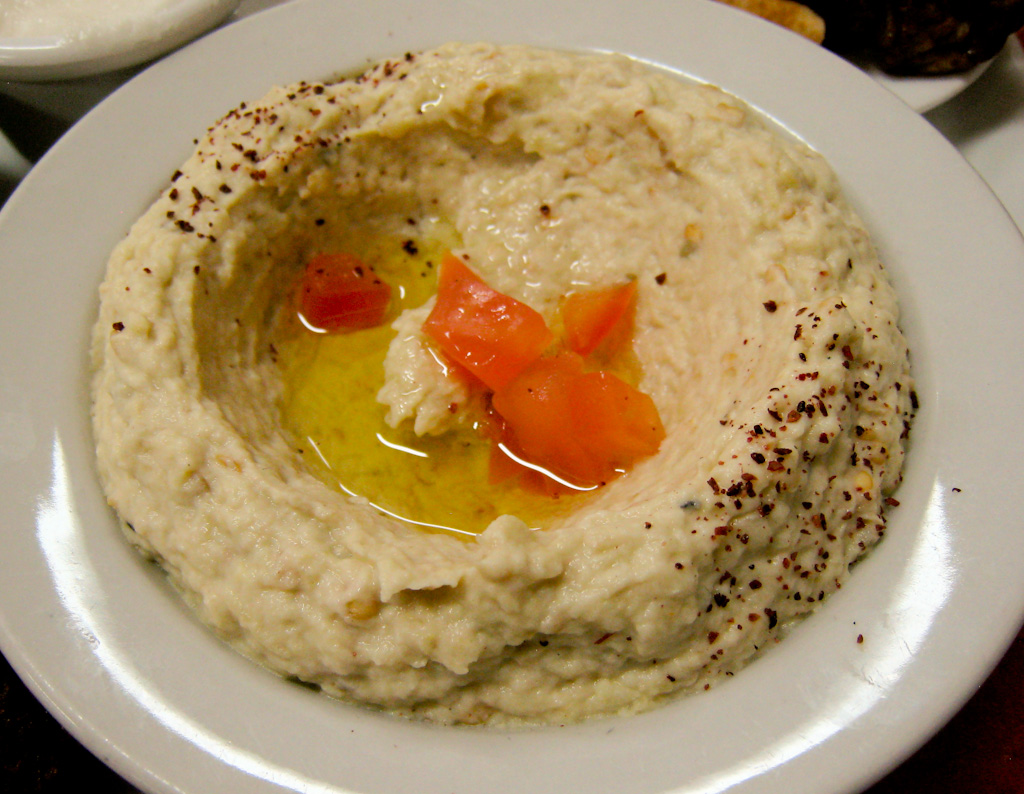
바바 간누즈 (레반트)
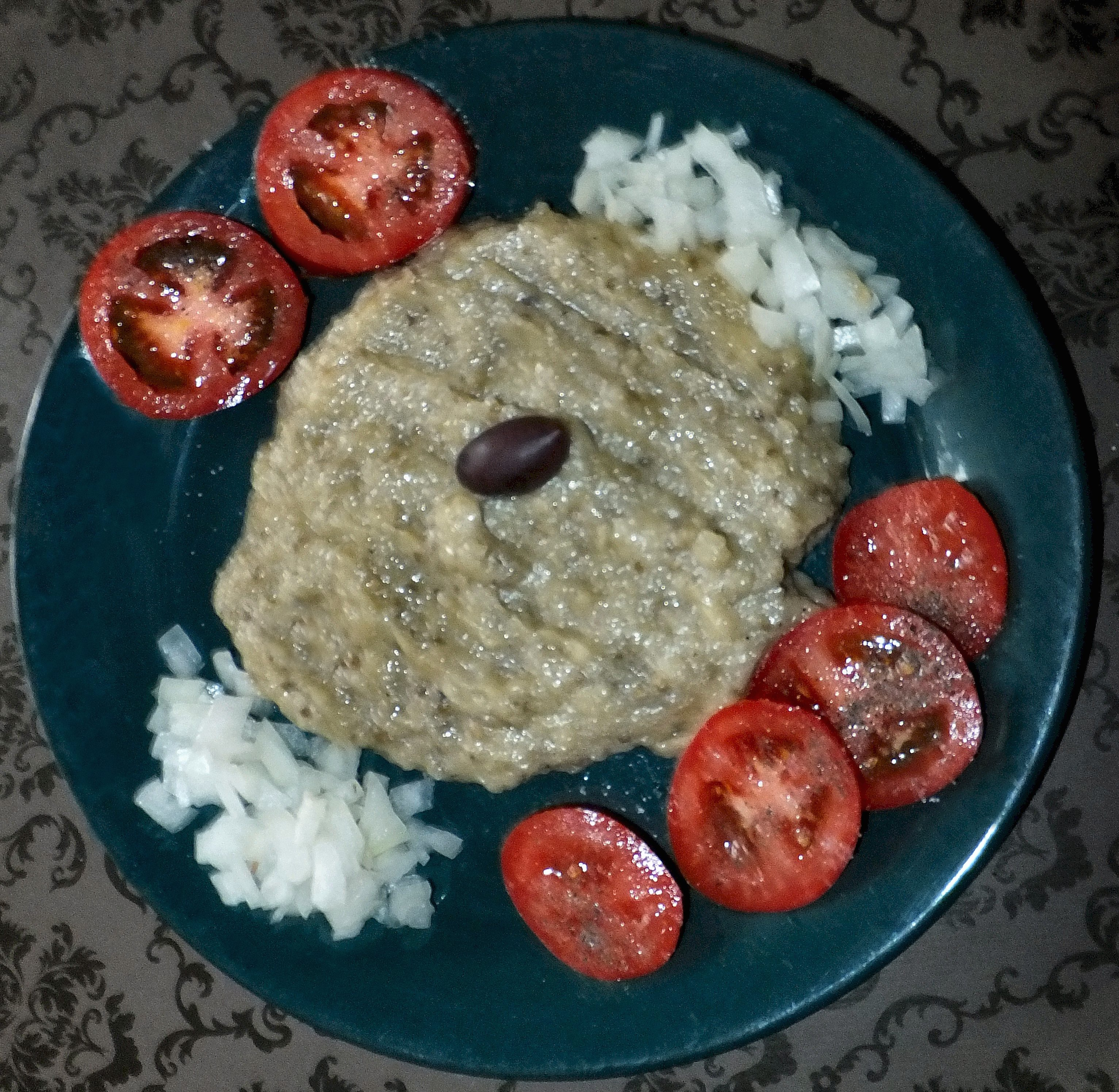
살라터 데 비네테 (루마니아)
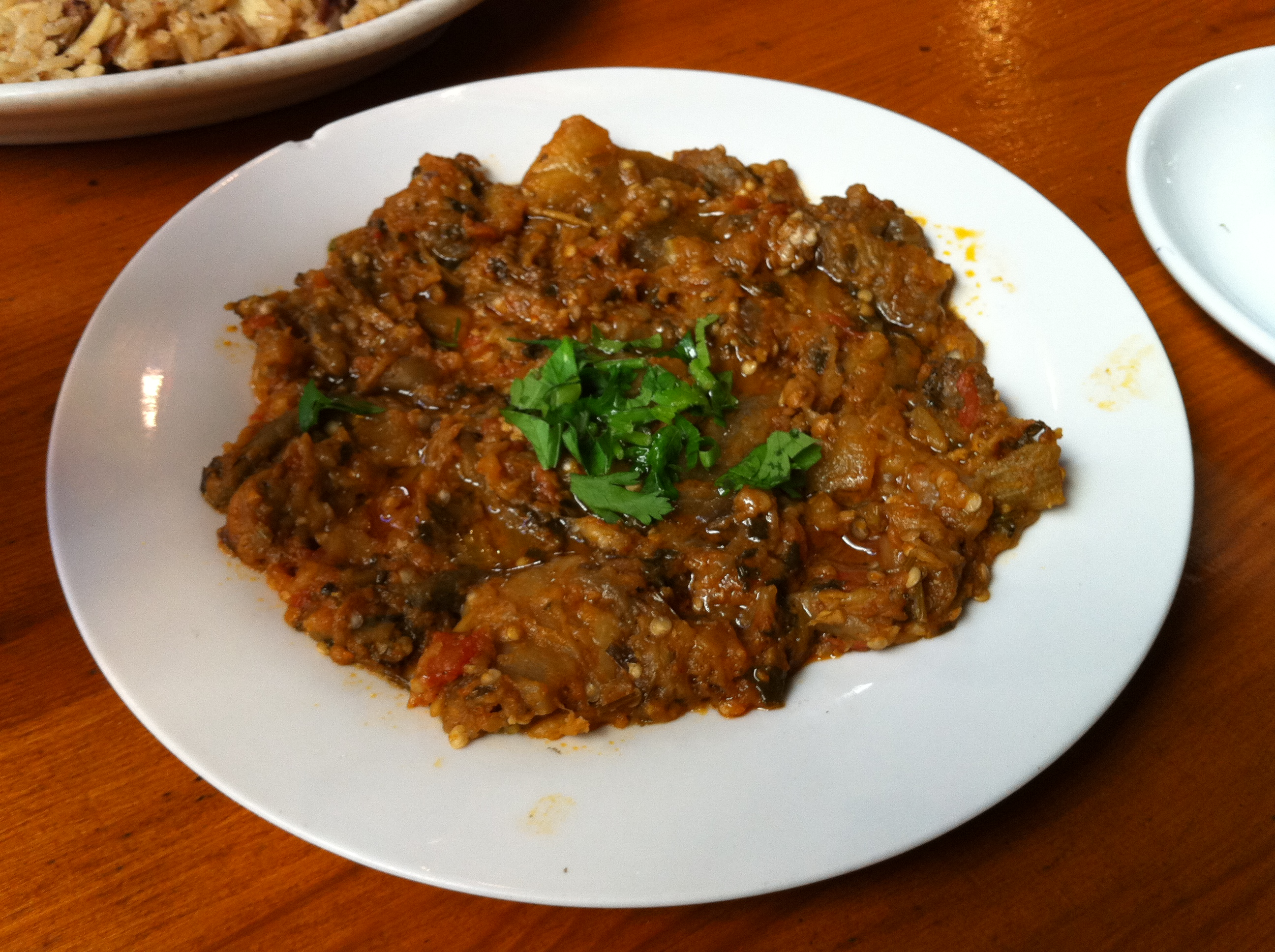
자을루크 (모로코)
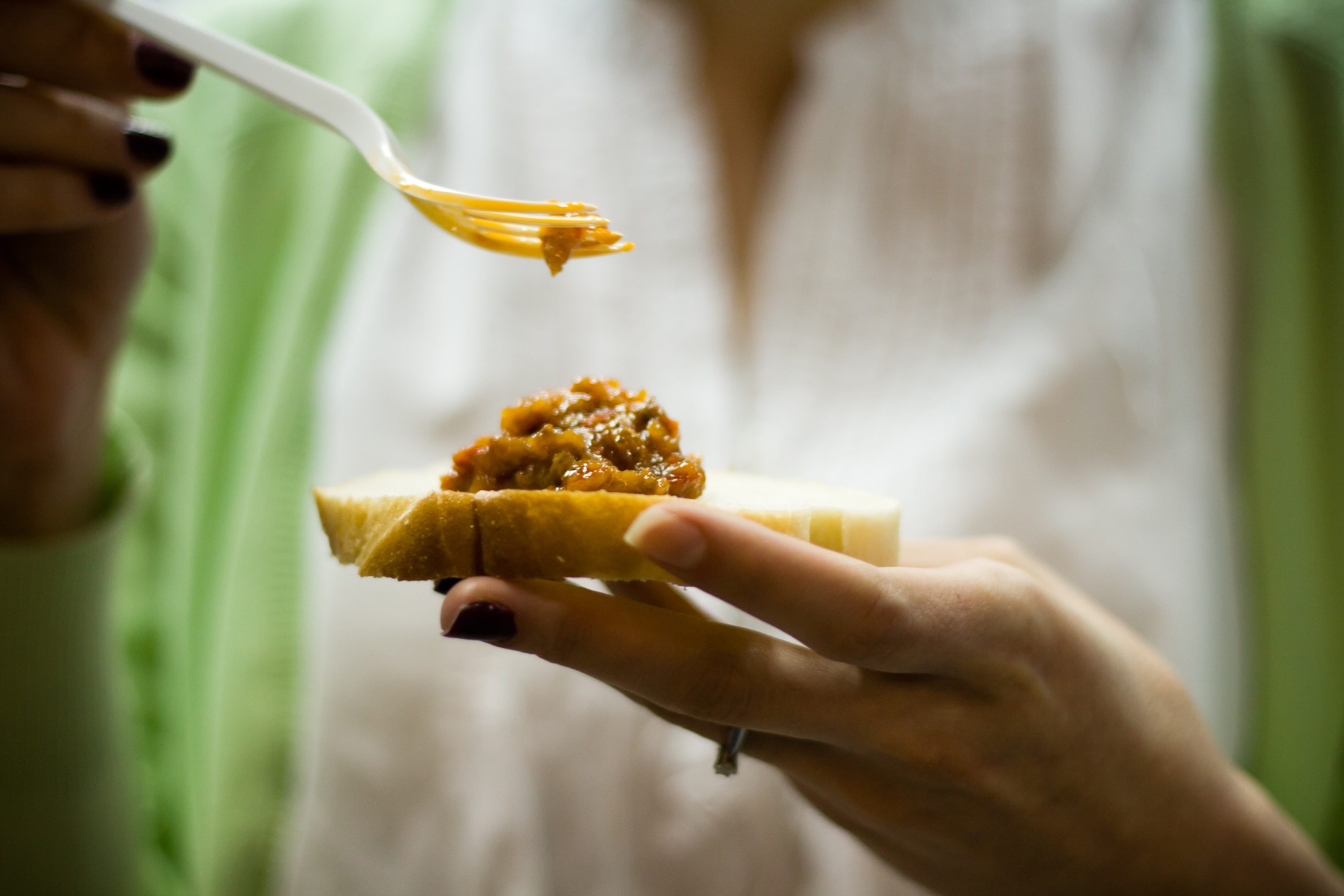
자쿠스커 (루마니아)
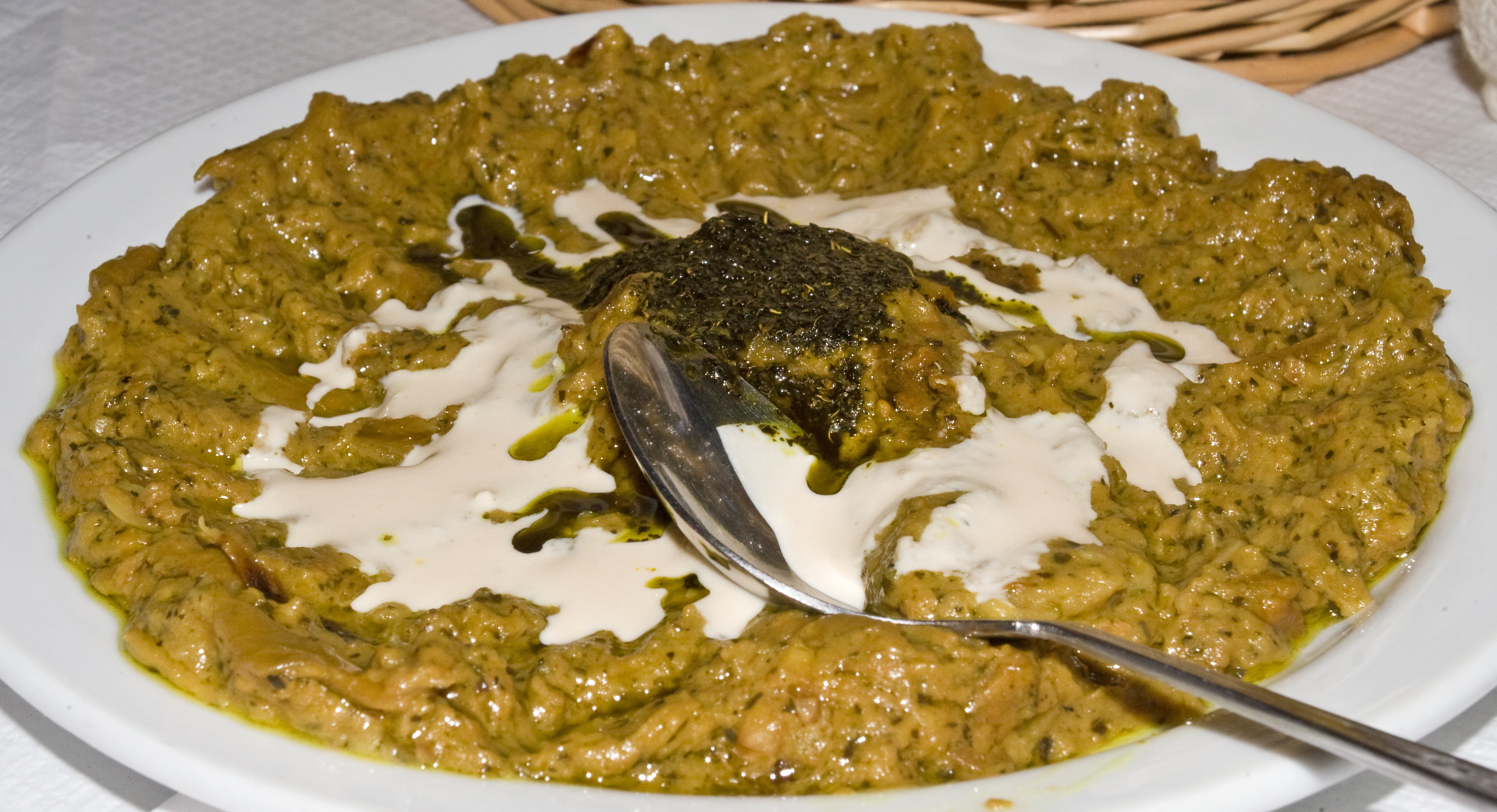
카슈케 바뎀잔 (이란)